# Letohrádek Kinských
Letohrádek Kinských, nověji též zvaný Musaion, je předměstská vila z 1. poloviny 19. století zbudovaná ve stylu pozdního klasicismu s prvky empíru podle projektu vídeňského architekta Heinricha Kocha. Nachází se v Kinského zahradě čp. 98-XVI. na pražském Smíchově. 
V roce 1901 se stala sídlem Národopisného muzea českoslovanského, od roku 1922 (s přestávkou v letech 1986–2005) je tu Národopisné muzeum, stálá expozice etnografického oddělení Národního muzea a jedna z největších muzejních sbírek lidového umění a kultury 17. až 20. století svého druhu v Evropě.

## Historie stavby

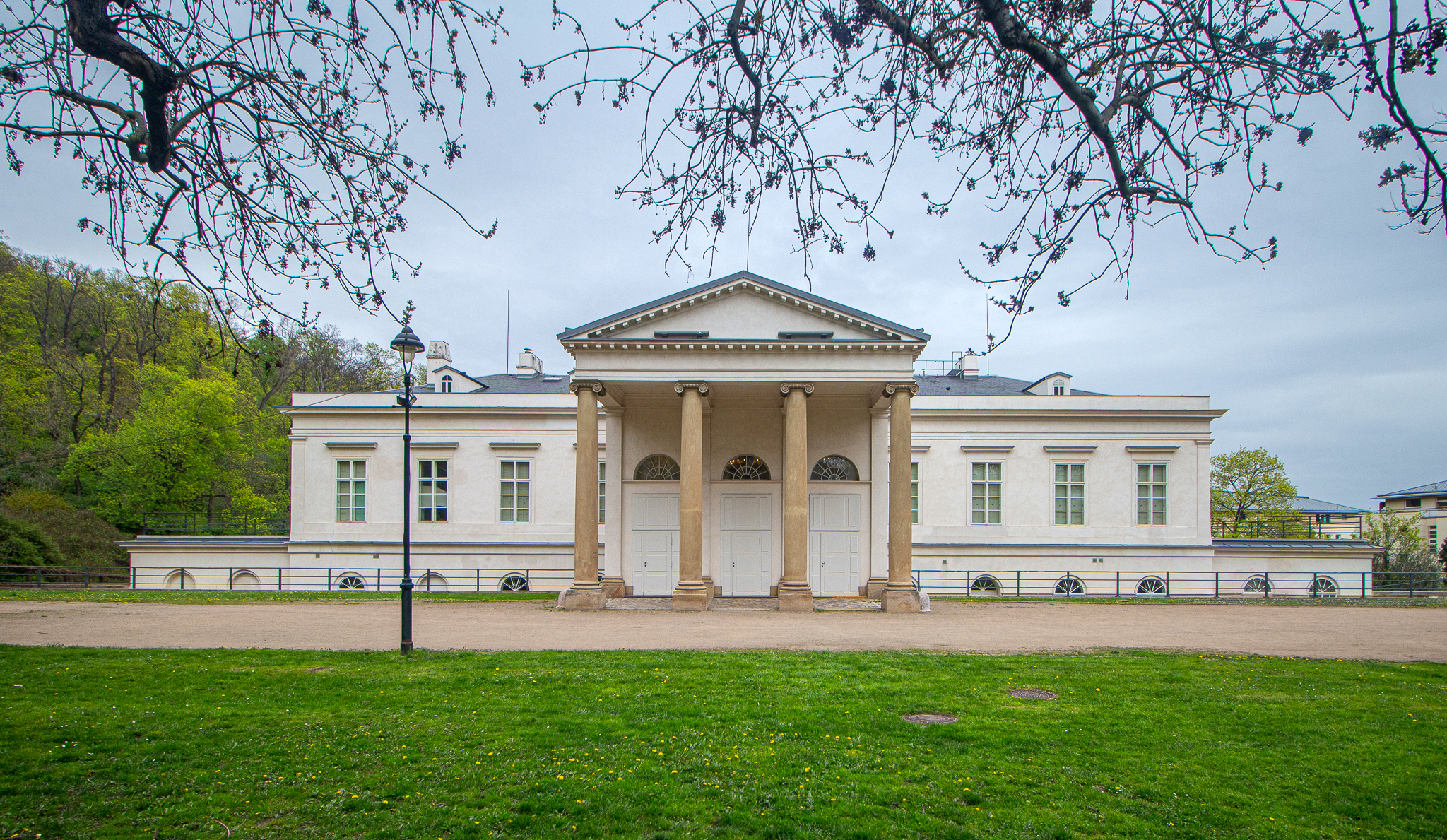
Jihozápadní strana letohrádku

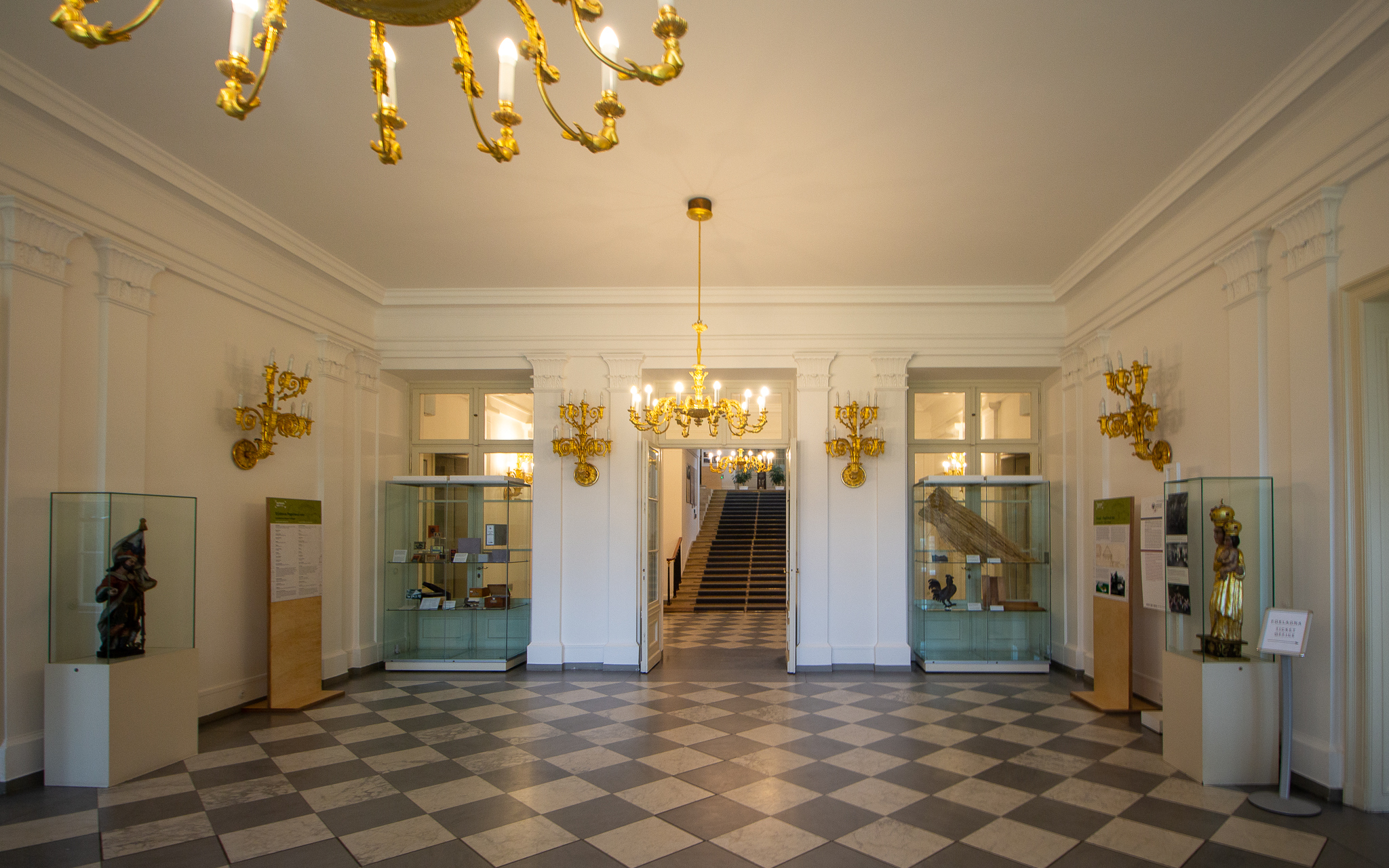
Vstupní hala

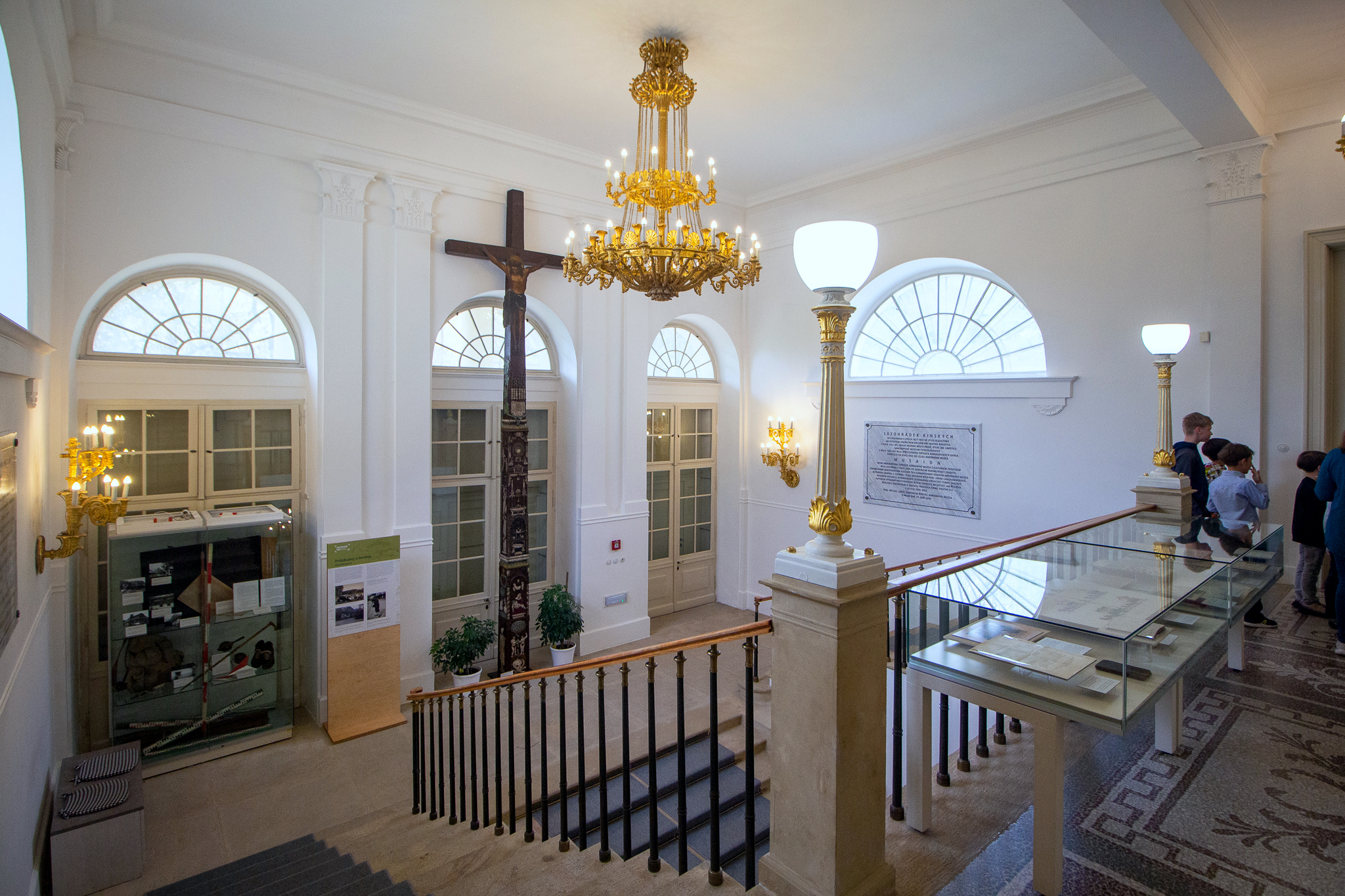
Schodiště

Na jižním svahu vrchu Petřína koncem 18. století (1799) zakoupila kněžna Marie Rosa Kinská, rozená Harrachová (1758–1814), manželka zesnulého Josefa Arnošta Kinského (1751–1798), pozemky zpustlých vinic plaského kláštera s lokalitou zvanou Vrabcovna. Její vnuk kníže Rudolf Kinský je po dosažení plnoletosti od roku 1823 začal přetvářet na romantickou zahradu s výsadbou vzácných dřevin, vodopádem, potoky, můstky a jezírkem, propojenými smyčkou cest. Knížecí architekt Heinrich Koch pro jeho rodinu na dominantní místo zahrady s panoramatickým výhledem od Starého Města pražského přes Vyšehrad až po Zlíchov v letech 1827–1831 vyprojektoval letní rodové sídlo, letohrádek v tehdy módním stylu předměstské vily. 
Osově souměrná a slohově čistá klasicistní stavba o dvou patrech je vně strohá. Hlavní východní průčelí je trojosé, člení je předložený portikus s terasou nesenou čtyřmi dórskými sloupy, rizalit členěný čtyřmi pilastry s kompozitními hlavicemi a trojúhelným tympanonem je prolomen třemi segmentově zaoblenými francouzskými okny.
Široké osové schodiště, od podesty dvojramenné, s horním osvětlením, vede v prvním patře do salónu. Původně schodiště zdobily dvě sochy z bílého carrarského mramoru, Psyché a Vlasta. Psyché vytvořil italský sochař Antonio Canova a Kinští ji před prodejem vily přemístili do zimní zahrady svého paláce ve Vídni. Vlasta je dílem českého sochaře Emanuela Maxe, vdova po Rudolfovi Kinském Vilemína ji od sochaře zakoupila roku 1842, dnes je ve sbírkách Pražského hradu.
Vila má v patře přijímací pokoj členěný čtyřmi sloupy, mezi nimi čtyři osově řešené vchody a klenbu prolomenou kruhovým oknem (oculus). Na něj navazuje obdélný salón o ploše 60 metrů čtverečních. Daleký výhled z terasy (balkónu) je komponován osově ke Staroměstskému náměstí, na němž je v ranním slunci dobře vidět palác Kinských, tehdy hlavní sídlo rodiny.
Z původního vybavení interiérů se zachovaly dřevěné zlacené lustry, dvojramenné nástěnné svícny, ostění dveří, většina zlaceného mosazného kování a zábradlí schodiště.
Heinrich Koch navrhl také zahradní stavby: příležitostný otevřený pavilónek typu sala terrena (pozdější restauraci, po roce 1975 zpustlou), klasicistní přízemní budovu kočárovny zvanou Švýcárna, s přistavěnými stájemi, skleníky pro tropické a subtropické rostliny (poslední byl zbořen v roce 1965) a ve svahu v blízkosti skleníků klasicistní domek pro zaměstnance. Detaily zpracoval architekt E. Kozlík.

## Park
Součástí letohrádku je park o rozloze přibližně 17 hektarů s rybníčkem a vodopádem. Zahradu navrhl tehdejší hospodářský ředitel Kinských František Höhnel, její úpravy byly dokončeny do r. 1849. Vodu z horních částí Petřína do objektu přivádělo několik štol. Nejlepší voda vedla Zámeckou štolou a byla využívána výhradně pro potřeby zámku. Ke koňským stájím vedla štola V kaštánkách. Nejdelší štola Železitá dosáhla délky 100 metrů. Tento systém zajistil objektům tolik vody, že Karel Kinský prodával sousednímu klášteru sv. Gabriela přebytky. Park roku 1860 navrhl rozšířit zahradní architekt Friedrich Wünscher (1809–1894).
K největšímu rozkvětu života v areálu letohrádku s oploceným uzavřeným parkem došlo v letech 1836–1871, kdy zde často pobývala vdova po Rudolfu Kinském, kněžna Vilemína Alžběta Kinská, rozená z Colloredo-Mansfeldu (1804–1871) se šesti dětmi, z nichž se dospělosti dožili syn a dědic Ferdinand Bonaventura, a dcery Vilemína a Rudolfína. Hosty u nich bývali korunní princ Rudolf či arcivévoda František Ferdinand d'Este.

## Muzeum

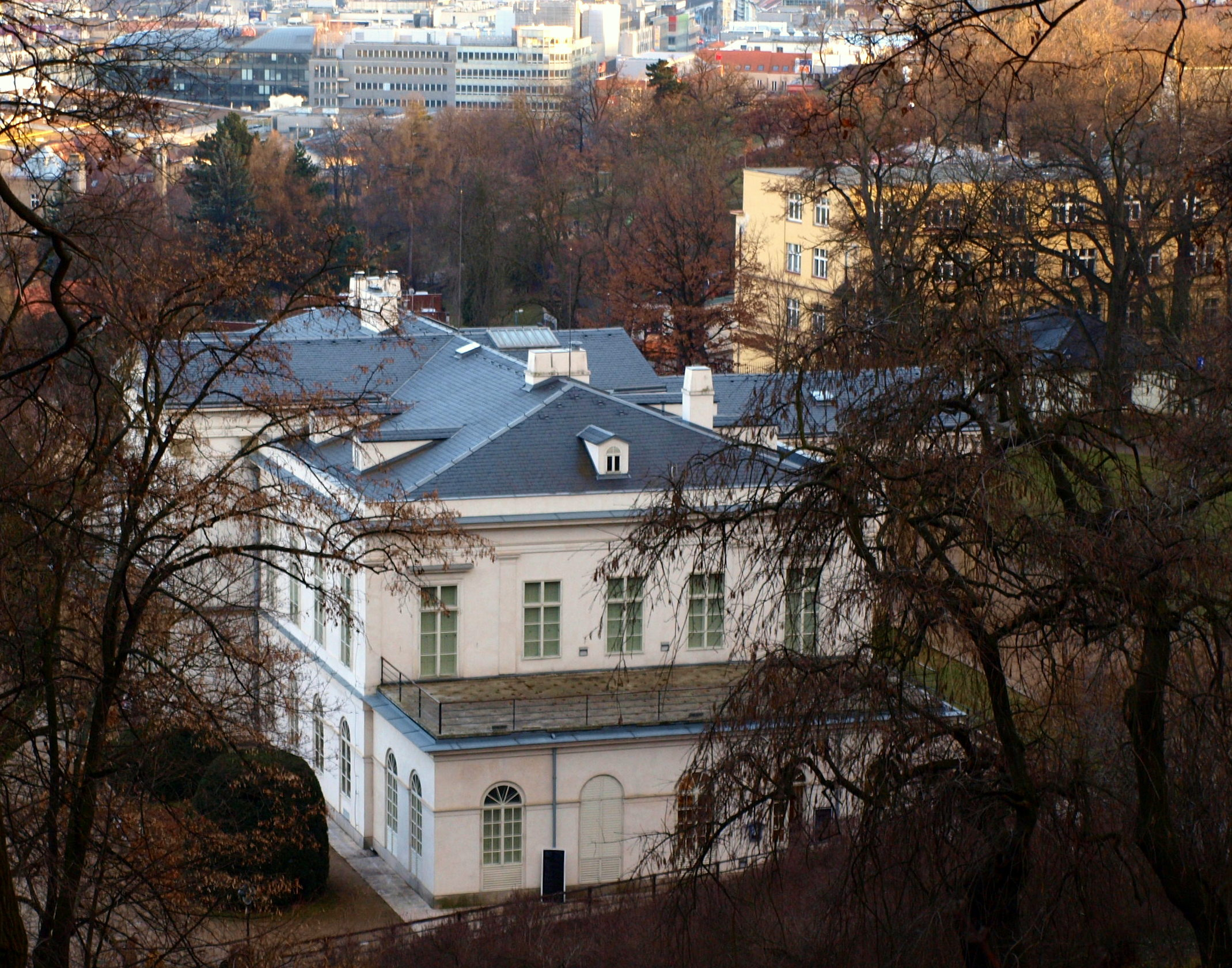
Pohled na letohrádek z Petřína

Na Smíchově od 40. let 19. století sílila výstavba továren (kartounka, železárna, porcelánka), jež značně znečišťovaly ovzduší, a rychle pokračovala výstavba dělnické čtvrti s činžovními domy. Proto rodina Kinských po smrti Vilemíny v roce 1871 postupně přestávala využívat své letní sídlo jako rezidenci. Když byly roku 1891 zbořeny malostranské hradby s Újezdskou bránou a zastavovala se Holečkova ulice, dotklo se to i Kinského pozemků. Syn Ferdinand Bonaventura chtěl pozemky rozprodat na parcely pro činžovní domy, což město Praha odmítlo a roku 1901 zakoupilo areál za 919 500 Kč; zahradu pak zpřístupnilo veřejnosti. Vybavení letohrádku Kinští odvezli na své zámky v České Kamenici, Heřmanově Městci, Chocni a do paláce na Freyungu ve Vídni. V letech 1896–1920 se do parku přestěhovaly některé výstavní objekty z Výstaviště Praha a v roce 1902 byly v letohrádku shromážděny sbírky, zakoupené z Jubilejní zemské výstavy v Praze roku 1891, a zejména z Národopisné výstavy českoslovanské v roce 1895. Téhož roku bylo zřízeno Národopisné muzeum, později začleněné jako oddělení do Národního muzea. Pro lepší přístup návštěvníků byl proražen vchod do Hladové zdi a Kinského zahrada tak byla spojena s Petřínskými sady. V roce 1964 byl objekt zapsán do seznamu kulturních památek. Sbírky zůstaly v letohrádku až do roku 1986, kdy byl objekt pro havarijní stav uzavřen. Po roce 1989 připadl objekt městu, které však nenalezlo na rekonstrukci potřebné finanční prostředky. Trámy a krovy napadla dřevomorka domácí, interiéry byly poškozeny plísní a do základů budovy pronikla spodní voda. Od té doby byla stavba evidována Národním památkovým úřadem v seznamu nejohroženějších nemovitých památek České republiky.

## Současnost
V roce 1993 byla budova předána Magistrátu hl. města Prahy, který ji nechal z hygienických důvodů vyklidit a zajistil její sanaci a nejnutnější opravy. V roce 1999 byl letohrádek opět zaknihován na Národní muzeum. V roce 2003 byla zahájena celková rekonstrukce stavby, která skončila v roce 2005. Před znovuotevřením veřejnosti 1. října 2005 byl letohrádku udělen název Musaion (podle řeckého Museion – chrám múz). V budově se, stejně jako před rekonstrukcí, nachází národopisná expozice Národního muzea. Současná expozice je zaměřená na lidovou kulturu krajů České republiky. Zahrnuje památky hmotné i duchovní kultury, lidové umění, zejména sbírky lidového oděvu, obuvi, bydlení (nábytku), hospodářství (nářadí, nástroje, nádobí, náčiní), dokumenty lidových zvyků, liturgické a devoční památky. Expozice je propojená s časovými výstavami a doplněna živým provozováním lidových řemesel a rukodělných technik, edukačními programy, pravidelnou folklorní koncertní činností, odborným a společenským setkáváním příznivců lidové kultury. Expozici doplňují: řemeslnické dílny, folklorní koncerty, výstavy, knihovna a archiv se studovnou, besední sál, prodejna odborných publikací, tradičních rukodělných výrobků a suvenýrů, kavárna-čítárna – v letních měsících s venkovním provozem.

Exponáty ze stálé sbírky
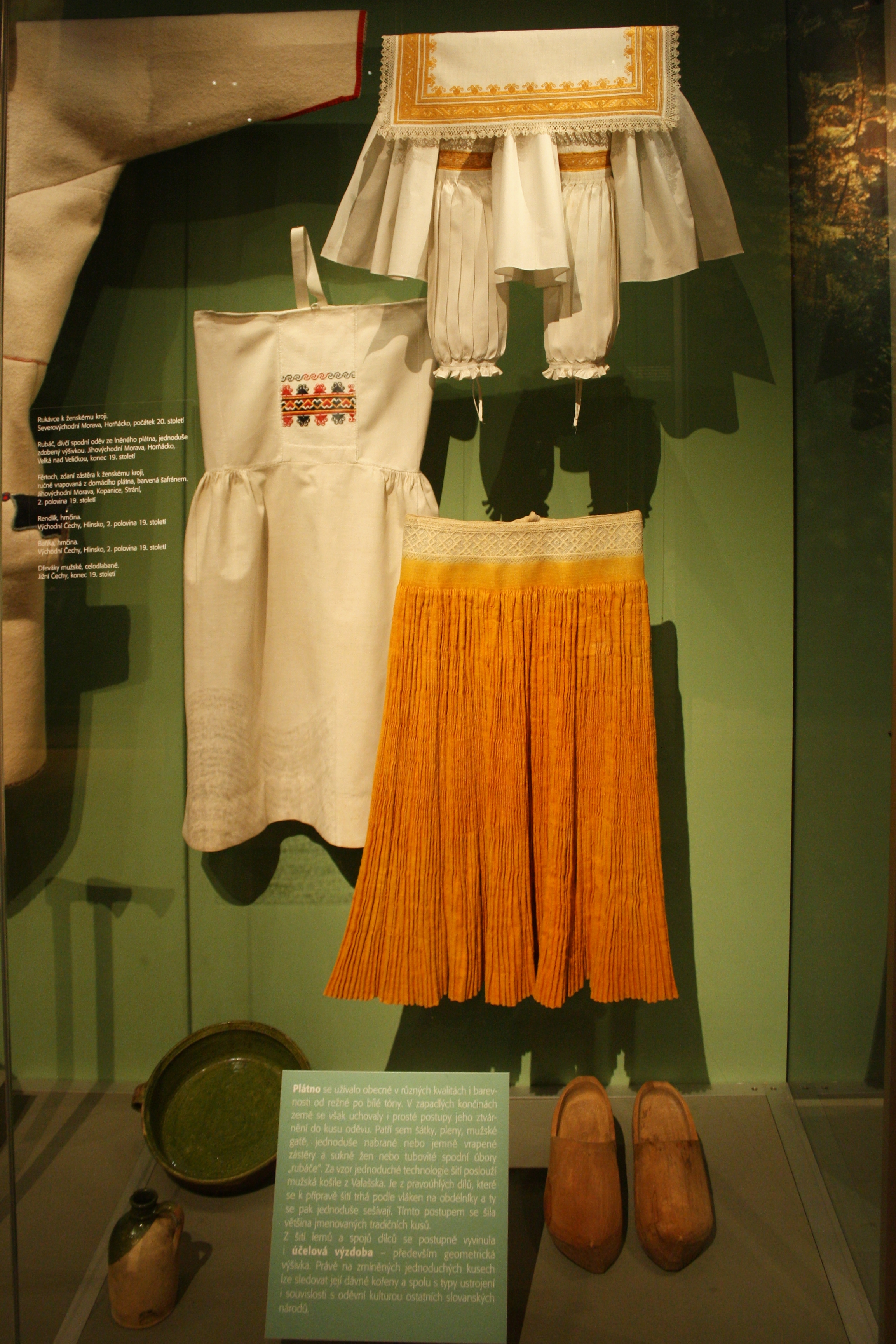
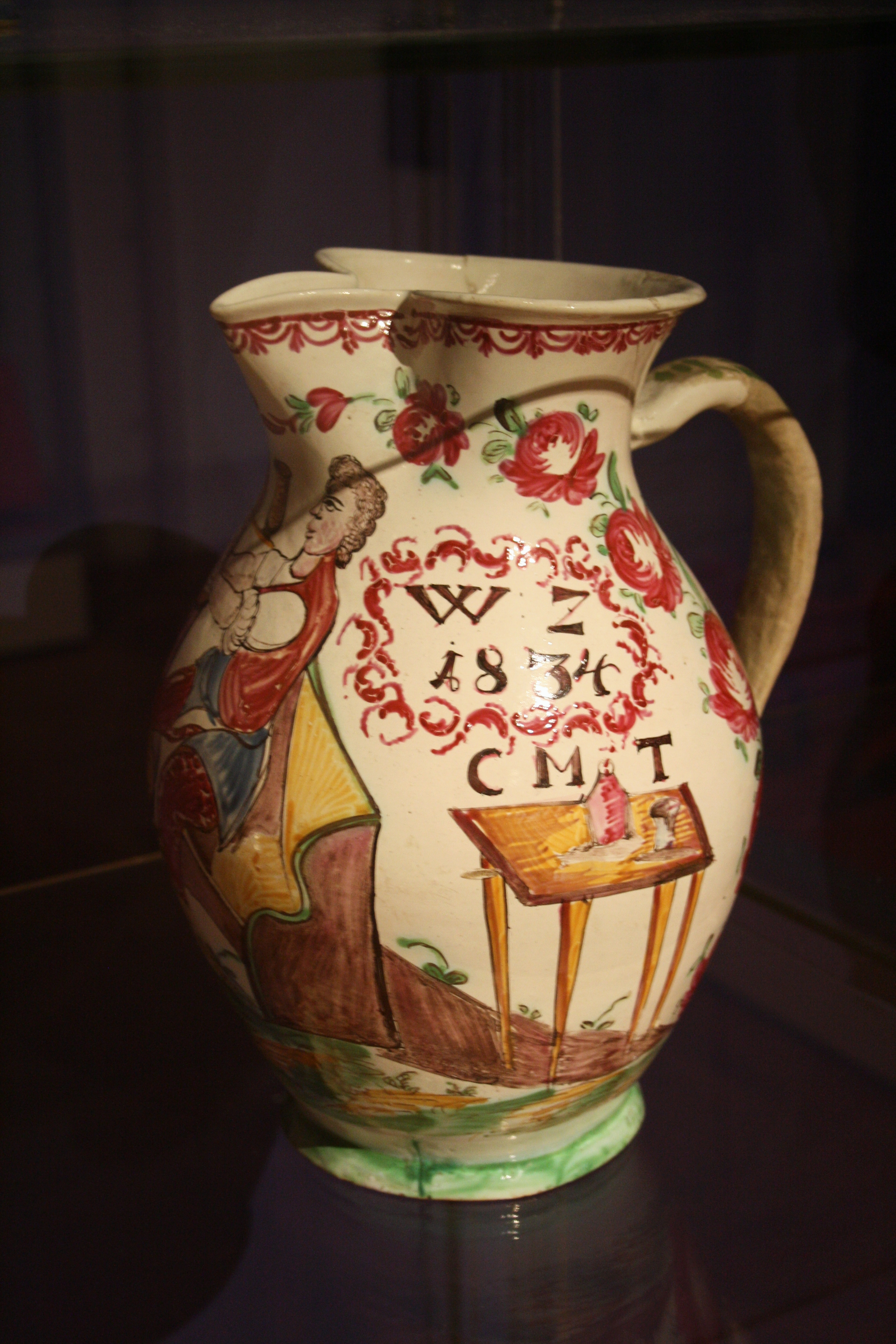
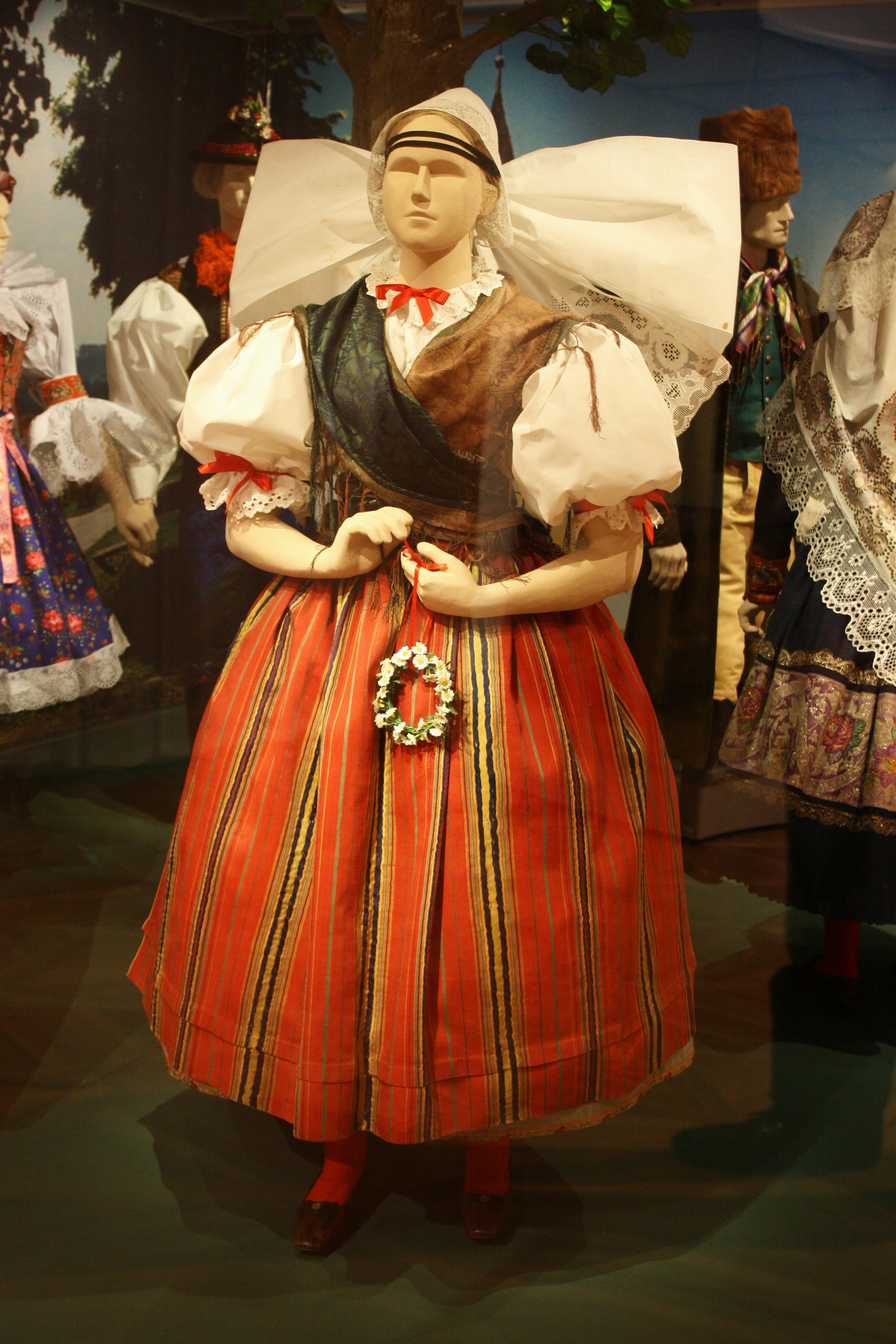
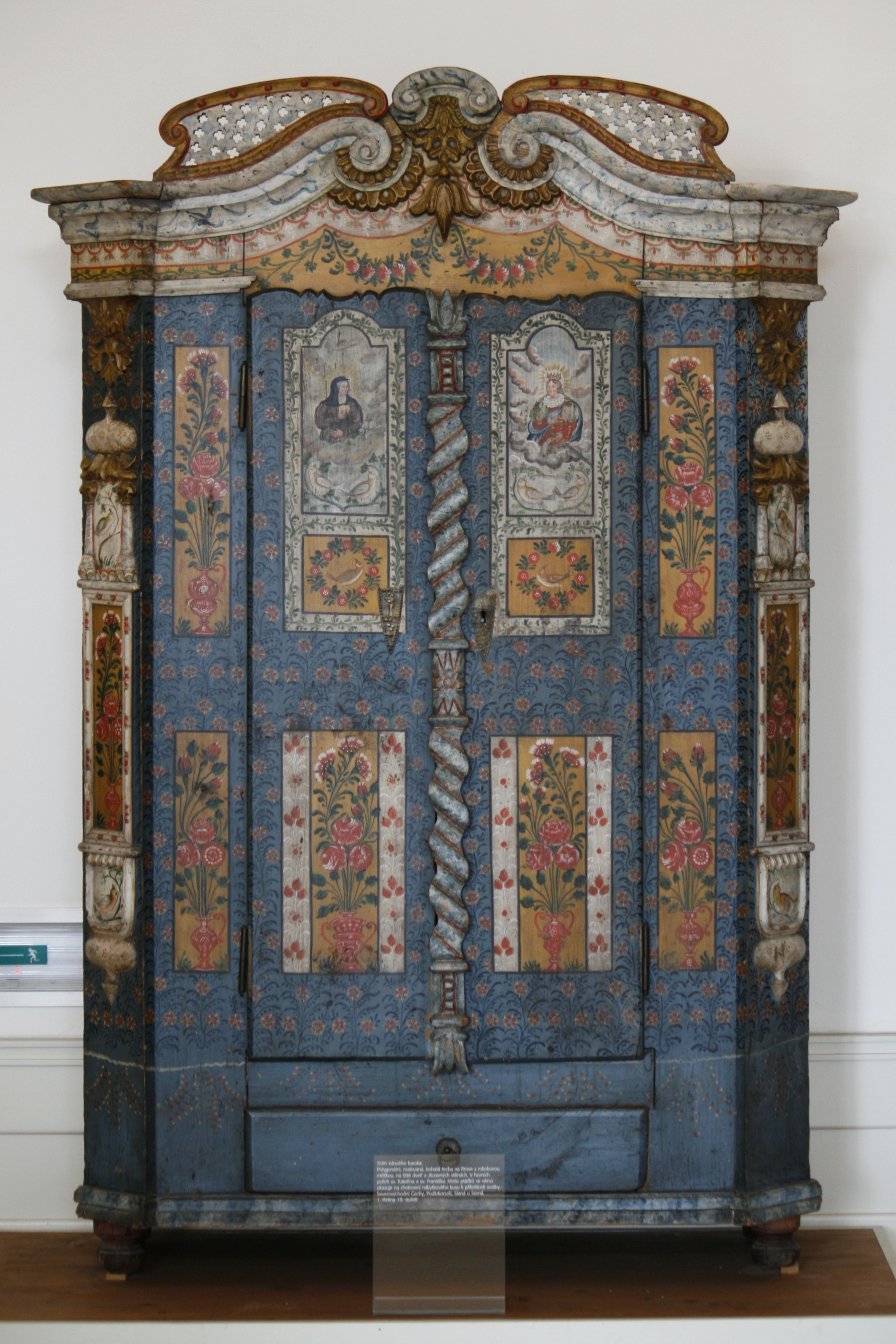
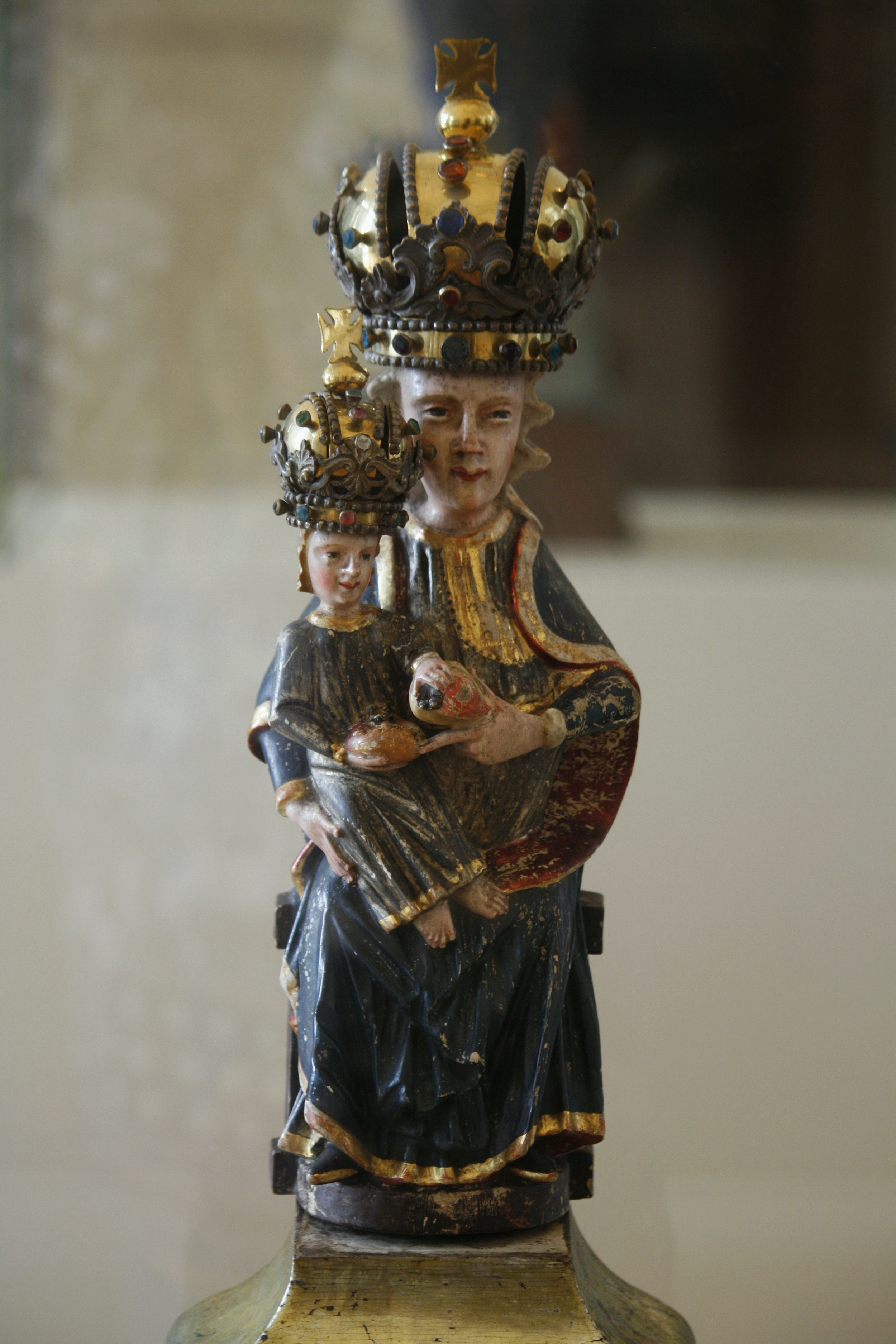
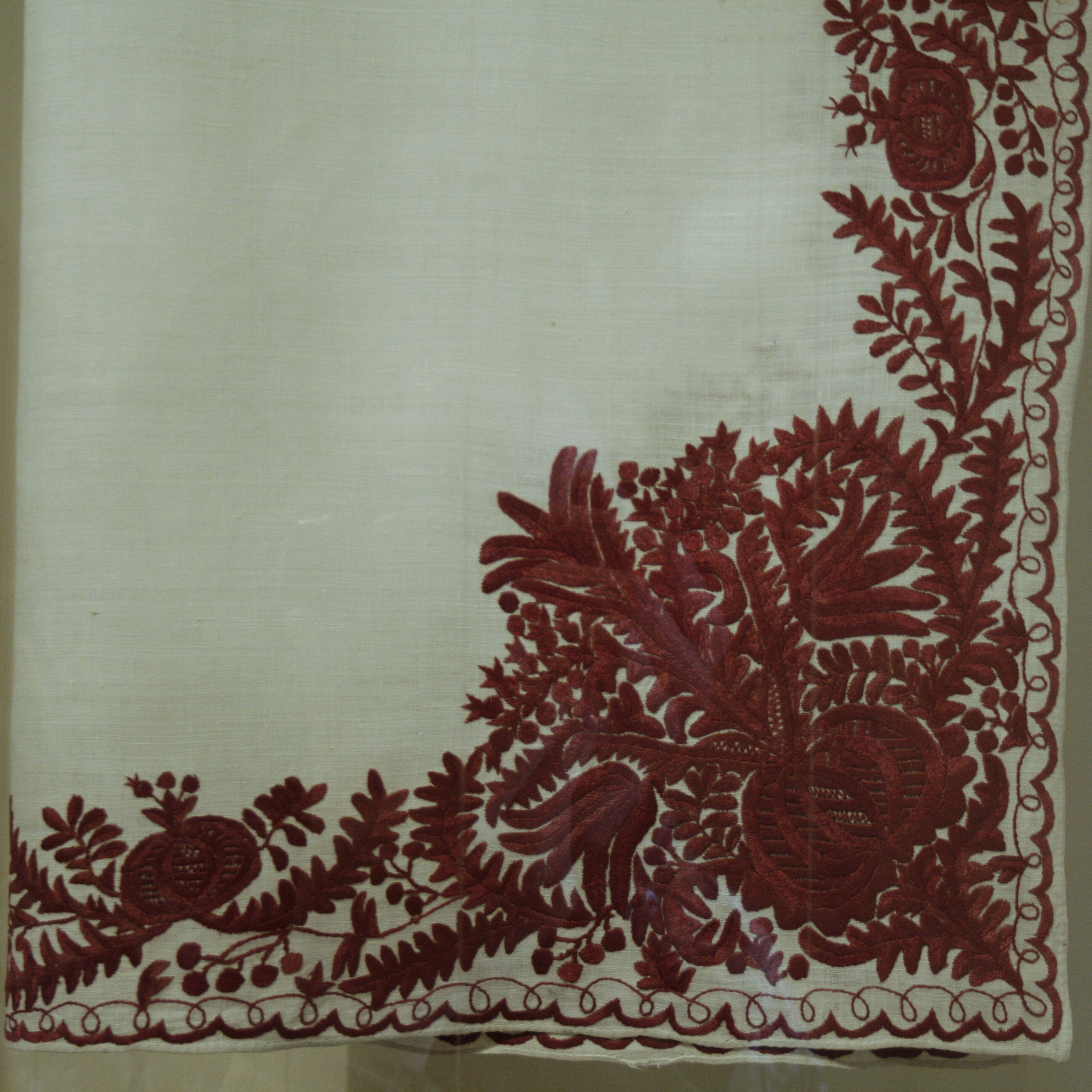

Tematické výstavy
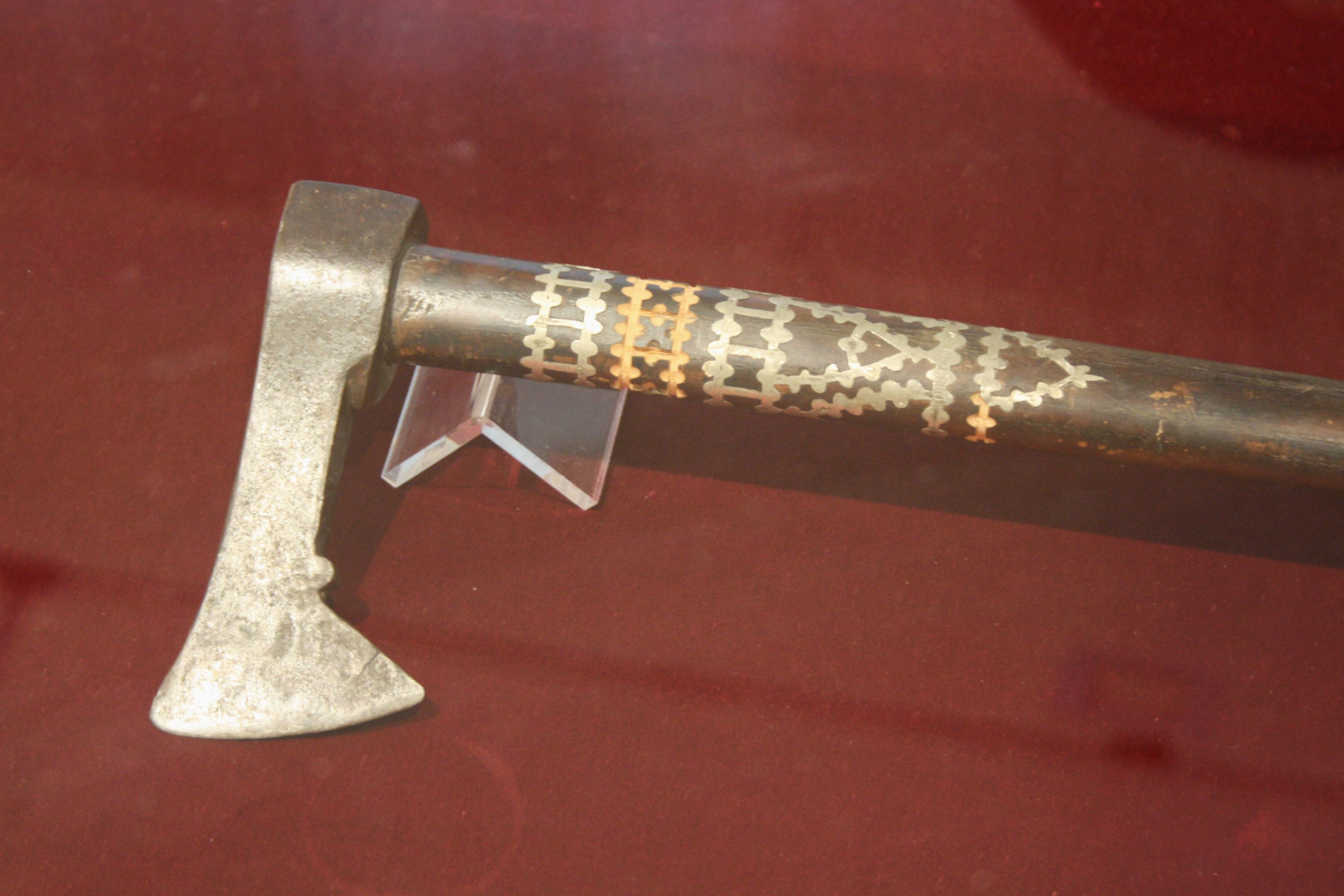
Zbojníci – hrdinové, nebo zločinci?
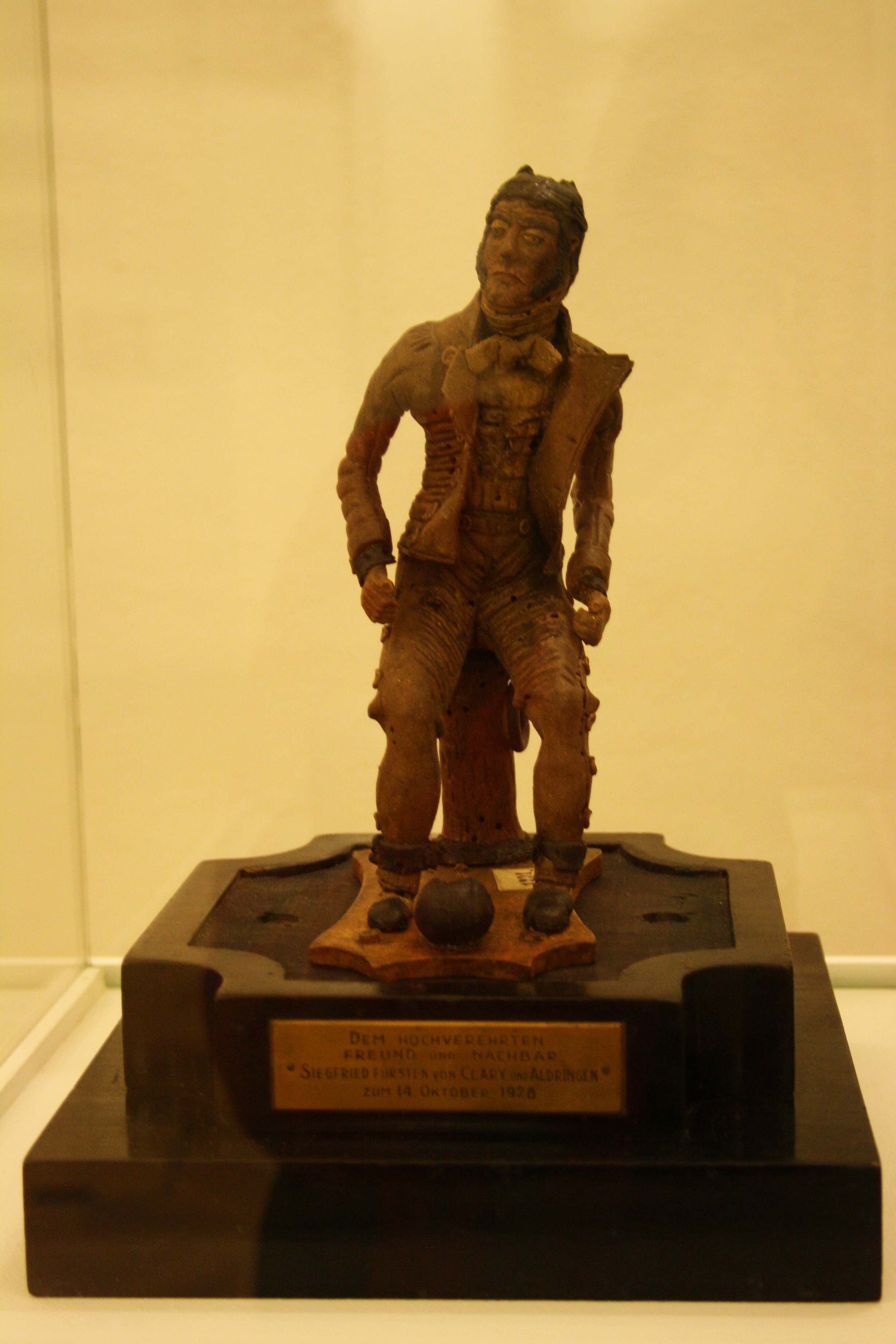
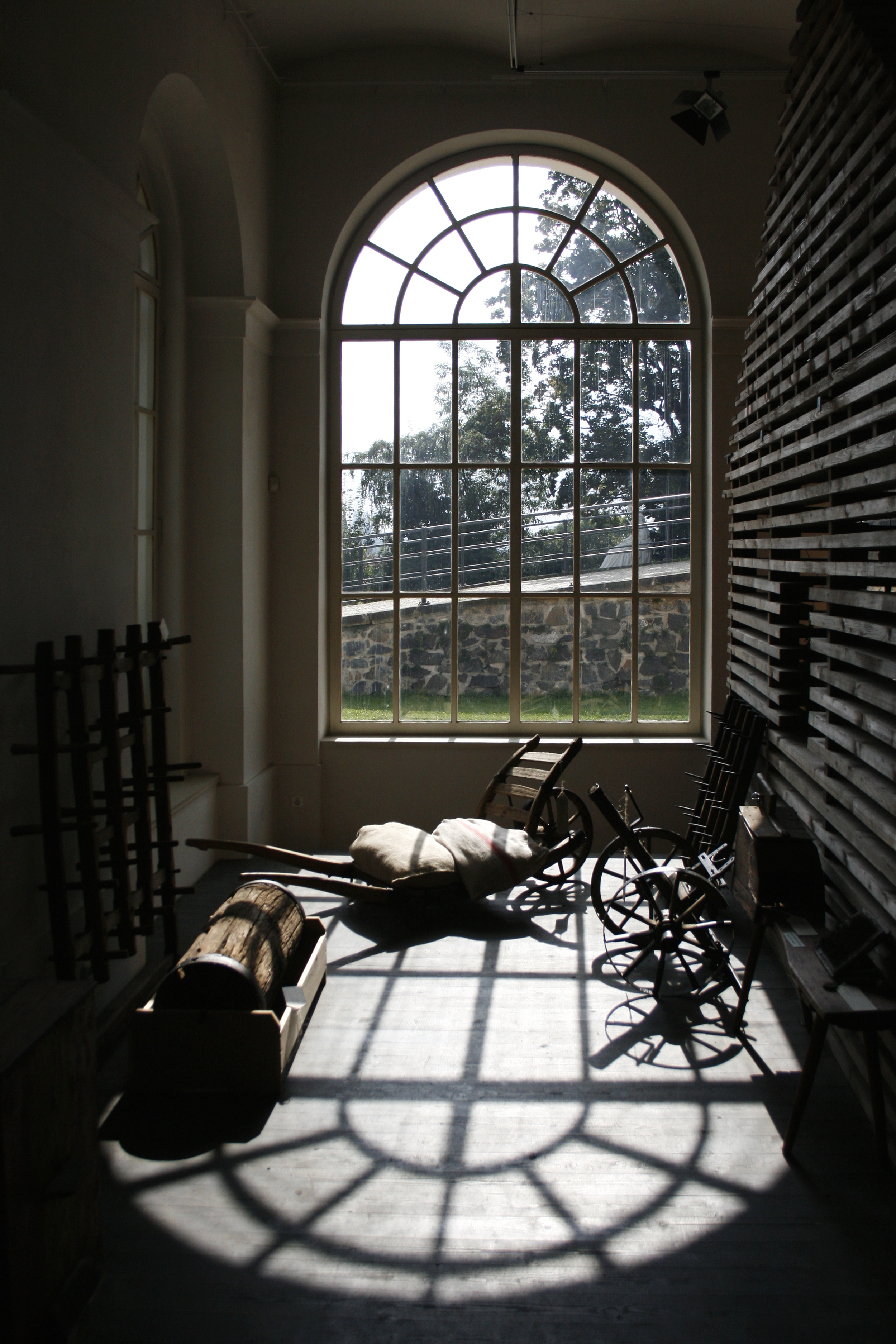
Venkov
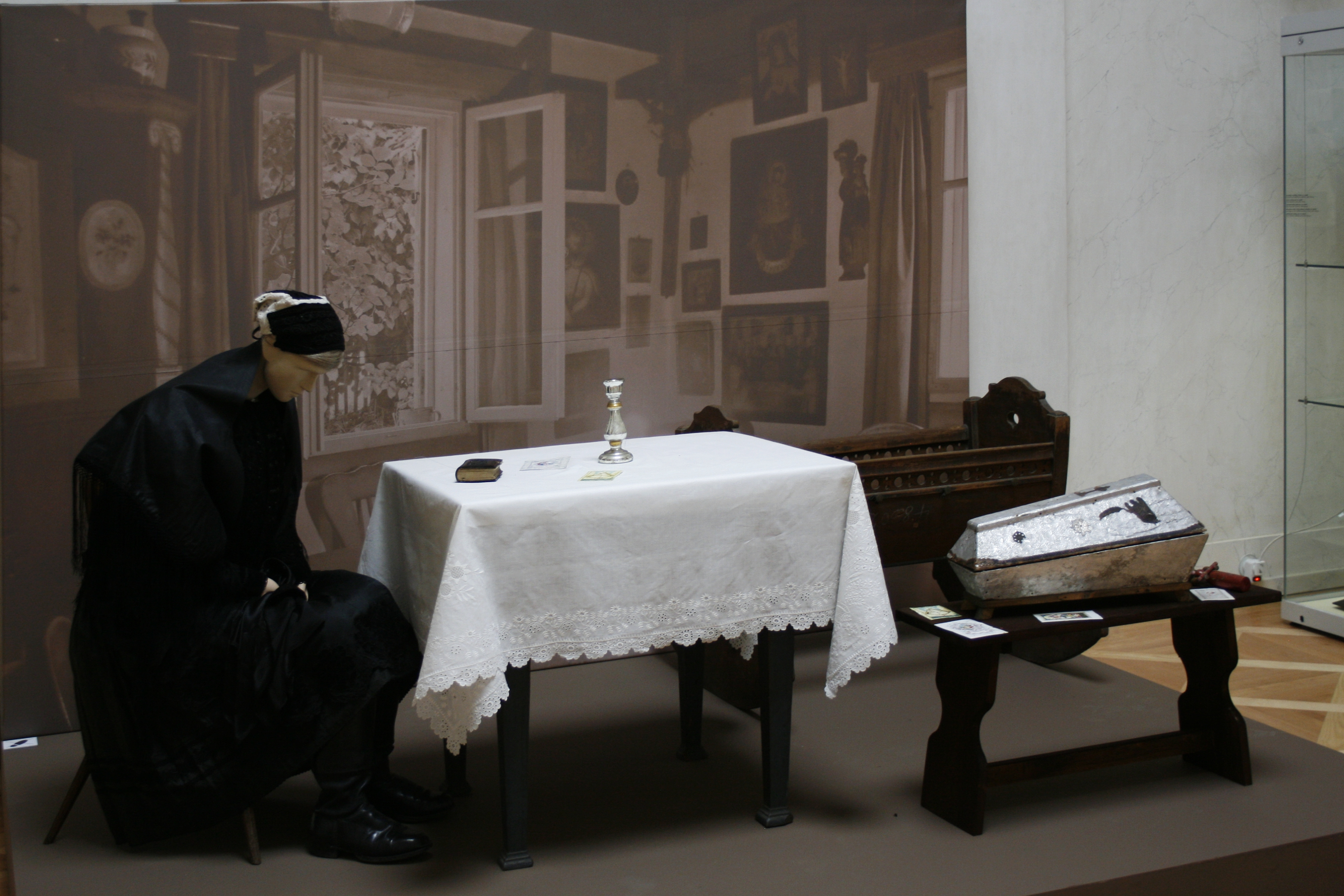
Onen svět
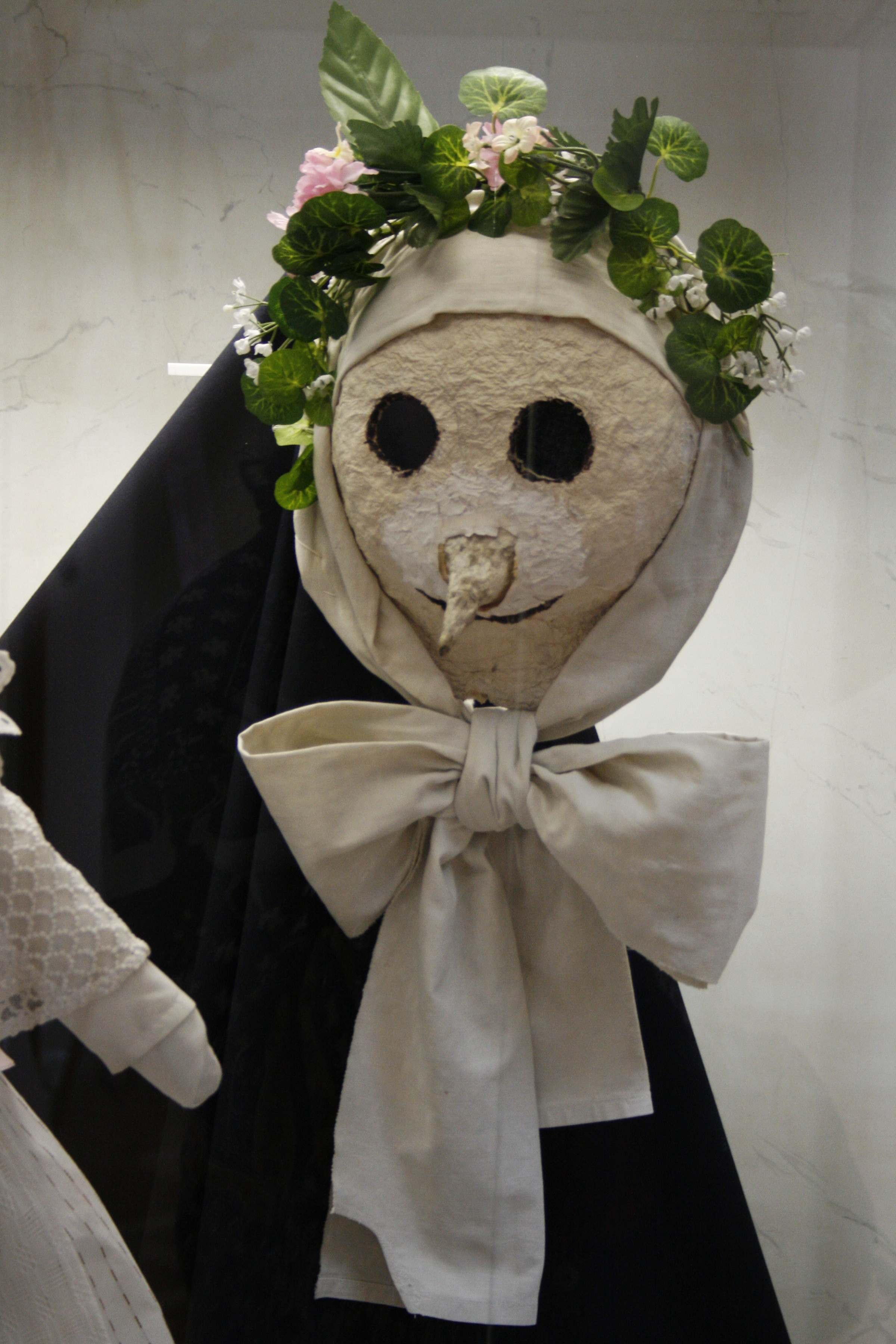
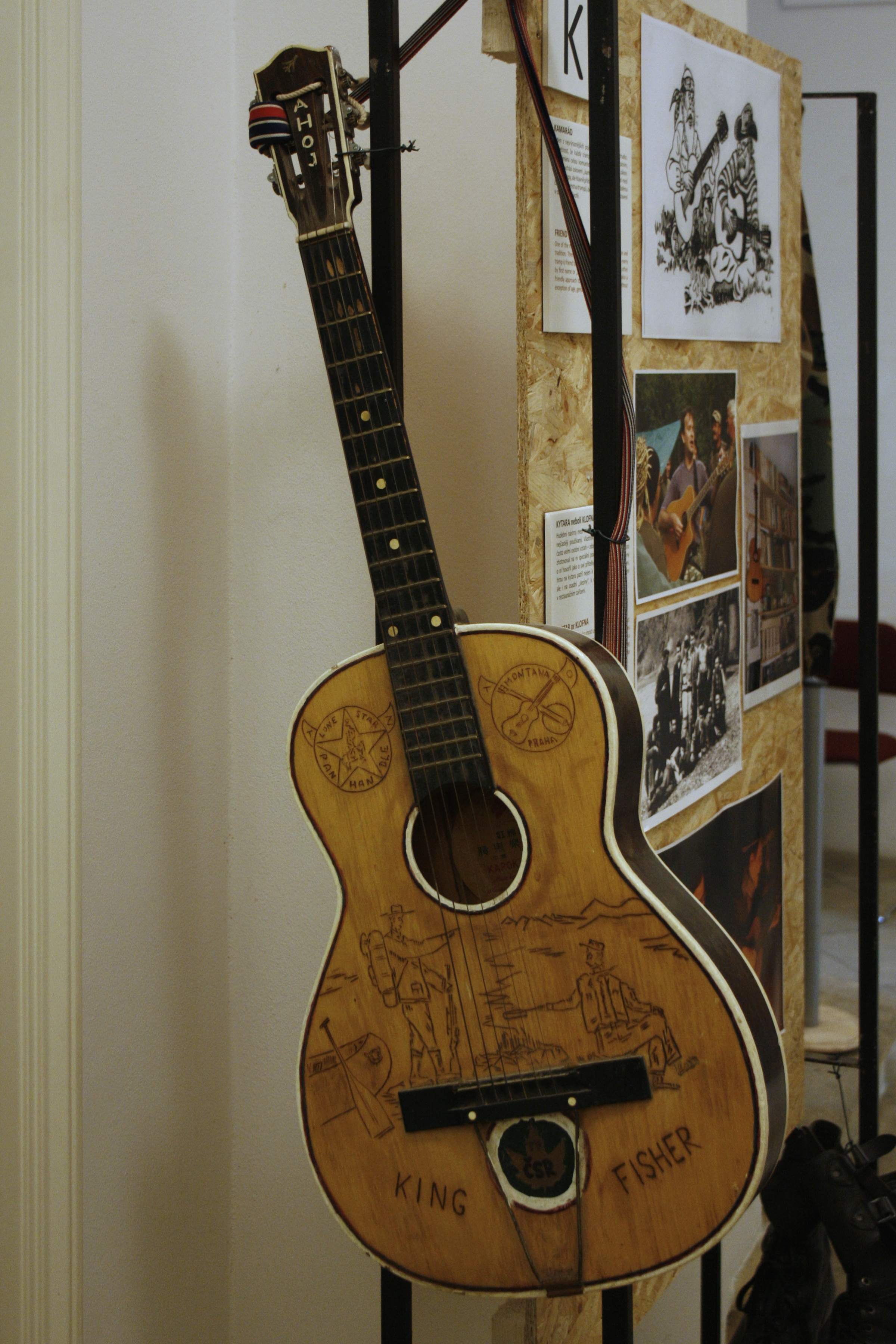
Trampská abeceda

#### Prameny
- Průvodce po Rakouském státním archivu ve Vídni pro českého návštěvníka (přináší základní informace o fondech a sbírkách archivu z období do roku 1918 s bohemikálním obsahem).
- SOKA Litoměřice, pobočka Děčín, Ústřední správa velkostatku Kinských